# Dianous angulifer
Dianous angulifer  (лат.) — вид жуков-стафилинид из подсемейства Steninae. Эндемик Тайваня.

## Распространение
Азия: Тайвань (Chiayi Hsien, 2180 м), в лесной подстилке.

## Описание
Мелкие коротконадкрылые жуки. Длина тела взрослых насекомых 6,5 — 7,5 мм. Основная окраска металлически блестящая, тёмная с голубоватым оттенком. Усики, щупики и ноги чёрные с голубоватым отблеском. Тело мелко пунктированное. Длина висков примерно равна половине диаметра глаза, которые занимают только часть бока головы. Глаза крупные и выпуклые. Лапки пятичлениковые (формула лапок 5—5—5). Задние тазики конической формы. Вид был впервые описан в 2000 году немецким колеоптерологом Фолькером Путцом (Volker Puthz; Limnologische Fluss-Station des Max-Planck-Instituts fur Limnologie, Шлиц, Германия).